# Karl Rickers

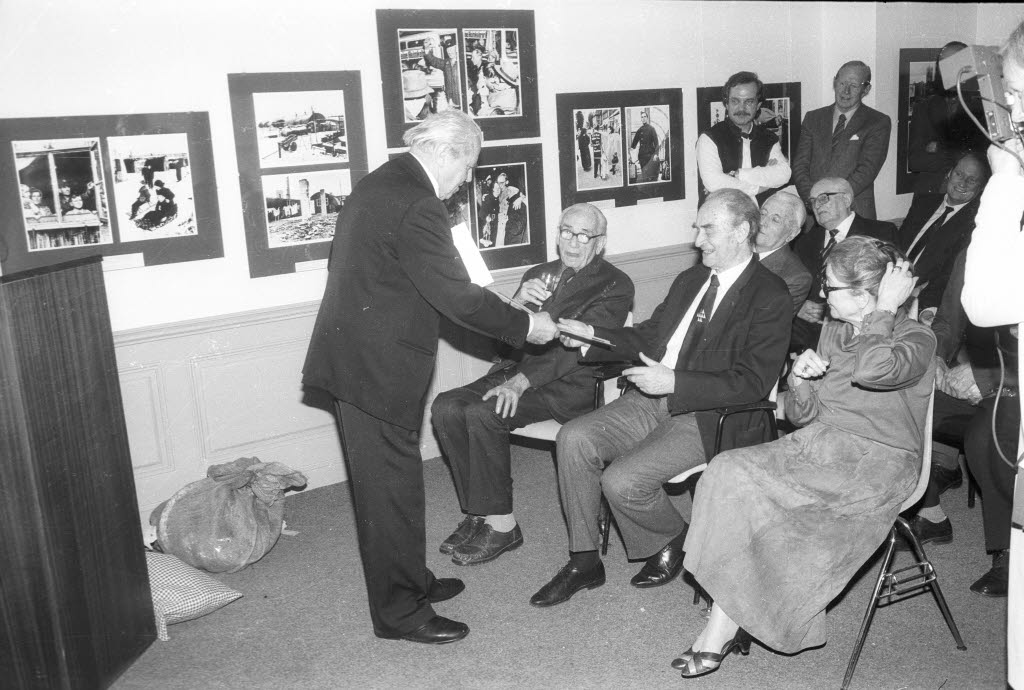
Karl Rickers (3.v.l.) erhält Geschenke anlässlich seines 80. Geburtstags

Karl Otto Rickers (* 20. Februar 1905 in Neukirchen; † 28. September 1999 in Kiel) war ein deutscher Journalist und letzter Chefredakteur der sozialdemokratischen Schleswig-Holsteinischen Volkszeitung, deren Erscheinen 1968 eingestellt wurde.

## Leben
Karl Rickers war der jüngere Sohn des Malergesellen Johannes Rickers und dessen Ehefrau Elisabeth Rickers. Sein älterer Bruder war der Maler Hans Rickers. Bedingt durch viele Arbeitsplatzwechsel des Vaters zog er mit Eltern und Geschwistern häufig um, von Neukirchen nach  Flensburg, dann nach Itzehoe, wo er eingeschult wurde, weiter nach Neumünster (zweites Schuljahr) und schließlich, kurz vor Ausbruch des Ersten Weltkrieges, nach Kiel. Nach dem Volksschul-Abschluss 1920 erlernte Rickers an der Kieler Handwerker- und Kunstgewerbeschule bis 1923 den Beruf des Holzbildhauers. Seine erste Arbeitsstelle als Holzbildhauergehilfe trat er in einer Werkstatt in Schwerin an. In der mecklenburgischen Stadt trat er in die SPD ein. Mitglied der Sozialistischen Arbeiter-Jugend war er bereits während seiner Berufsausbildung geworden. Im Frühjahr 1925 ging er mit einem Freund auf Wanderschaft, die sie bis Gelnhausen führte, wo beide in einer Werkstatt Holzschnitzereien für eine Möbelfabrik fertigten. Enttäuscht vom „Küchenmöbeltrott“ und vom Meister, der mit der Lohnzahlung im Verzug war, kündigten die Gesellen nach kurzer Zeit. Rickers besuchte anschließend Freunde in Frankfurt am Main und kehrte dann per Bahn mit dem verdienten Geld nach Kiel zurück. Dort wurde er als freiberuflicher Bildschnitzer tätig und baute unter anderem auch Kasper-Köpfe für die örtliche Organisation der Reichsarbeitsgemeinschaft der Kinderfreunde, deren Leiter Andreas Gayk war, der hauptberuflich als Lokalredakteur für die Schleswig-Holsteinische Volkszeitung (VZ) arbeitete.
Weil Rickers mehrfach Beiträge für das Mitteilungsblatt der Sozialistischen Arbeiter-Jugend geschrieben hatte, war er Gayk bekannt. Der ermöglichte ihm 1926 den Einstieg bei der VZ, erst als freier Mitarbeiter, dann als Volontär später als Jungredakteur mit festem Gehalt. Eine seiner speziellen Aufgaben der ersten Journalistenjahre waren Berichte über Verhandlungen vor dem Kieler Arbeitsgericht. Später musste er als Lokalredakteur von den „Saalschlachten“ zwischen nationalsozialistischer SA und SS einerseits und dem Reichsbanner Schwarz-Rot-Gold andererseits berichten. Nach der Machtübergabe an die Nationalsozialisten wurde die VZ verboten. Die letzte Ausgabe erschien am 27. Februar 1933, dem Tag des Reichstagsbrandes.
Im Dezember 1933 zog Rickers nach Berlin um, dort redigierte er einige Wochen Nachrichten für die  regimekritische sozialdemokratische Wochenzeitschrift Blick in die Zeit, deren Schriftleiter Andreas Gayk war, der ebenfalls von Kiel nach Berlin übergesiedelt war. Danach arbeitete er als Handwerker in einer Werkstatt für Metall-Reliefs. Als Blick in die Zeit so erfolgreich war, dass eine Unterhaltungsbeilage namens Kurze Pause beigelegt werden konnte, stellte Gayk Rickers als Redakteur für diesen Nebenprojekt ein. Diese Tätigkeit endete mit dem Verbot beider Publikationen im August 1935.
Anschließend arbeitete Rickers freiberuflich als Gebrauchsgrafiker und erstellte unter anderem Landkarten für Michael Freund, der an einer Weltgeschichte der Gegenwart in Dokumenten arbeitete. Im Januar 1937 erhielt er dann eine feste Anstellung als kartographischer Zeichner beim Reichsamt für Landesaufnahme. 1939 ließ er sich in die Hamburger Nebenstelle des Reichsamtes versetzen. Zur Berichtigung von Messtischblättern war er 1940/41 erst in Mecklenburg, dann in Schleswig-Holstein im Außendienst tätig.
Am 8. August 1941 wurde Rickers zum Militärdienst eingezogen. Bis zur Kapitulation am 8. Mai 1945 war er durchgängig bei der Flugabwehr in Kiel-Friedrichsort stationiert, zuletzt im Rang eines Unteroffiziers. Unter der britischen Besatzung musste er sich von Mai bis August im Abwicklungsbereich Dithmarschen aufhalten, in dem zeitweise 300.000 deutsche Soldaten zusammengefasst waren. Im Spätherbst nahm er seine Arbeit als kartographischer Zeichner in der Hamburger Behörde wieder auf, die nun im Auftrag der Militärregierung tätig war.
Ende März 1946 kehrte Rickers auf Bitte von Andreas Gayk nach Kiel zurück und wurde Lokalredakteur der ab 3. April wieder erscheinenden VZ. Gayk und er waren die einzigen, die auch schon vor 1933 für die VZ gearbeitet hatten, viele der anderen Ex-Redateure waren in die praktische Politik gegangen oder hatten inzwischen andere Berufe ergriffen, andere waren als Emigranten im Ausland. Und auch Gayk war nur nominell Redaktionsmitglied, der künftige Oberbürgermeister Kiels war viel zu sehr mit praktischer Kommunalpolitik befasst. „Als Chefredakteur wollte er einstweilen im Impressum erscheinen, um die Tradition der alten Volks-Zeitung mit seinem Namen sichtbar zu machen.“ 1954 wurde Rickers Chefredakteur der VZ und blieb es bis zu deren Einstellung aus wirtschaftlichen Gründen zu Jahresende 1968. Danach machte er noch einige Male Urlaubsvertretungen für den Chefredakteur der Nordwoche, einer von Jochen Steffen herausgegebenen sozialdemokratischen Wochenzeitung, die ab dem 11. April 1969 erschien und Ende September 1971 (ebenfalls aus wirtschaftlichen Gründen) ihr Erscheinen einstellen musste.

## Ehrungen
- 1985: Kulturpreis der Landeshauptstadt Kiel[4]

## Veröffentlichungen (Auswahl)
- Die neue Volks-Zeitung 1946–50. In: Arbeitskreis Demokratische Geschichte (Hrsg.): Wir sind das Bauvolk. Kiel 1945 bis 1950. Neuer Malik Verlag, Kiel 1985, ISBN 3-89029-950-4, S. 135–165.
- Pressephotographie in Kiel. In: Jürgen Jensen: Kiel im Wirtschaftswunder auf Pressefotos von Friedrich Magnussen. Aufbruch – Glanz – Krise. (= Gesellschaft für Kieler Stadtgeschichte, Sonderveröffentlichung Band 20). Karl Wachholtz Verlag, Neumünster 1987, ISBN 3-529-02689-1, S. 11–19.
- Erinnerungen eines Kieler Journalisten 1920–1970. (= Sonderveröffentlichung der Gesellschaft für Kieler Stadtgeschichte, Band 24.) Karl Wachholtz Verlag, Neumünster 1992, ISBN 3-529-02723-5.